# Andòcides
Andòcides (en llatí Andocides, en grec antic Ἀνδοκίδης) fou un dels deu oradors àtics dels que el Cànon Alexandrí en conserva les obres. Era fill de Leògores i va néixer a Atenes el 467 aC en el si de l'antiga família dels cèriques que tenia origen mític en Hermes.
Membre del partit oligàrquic, va obtenir el 436 aC el comandament d'una flota de 20 vaixells, compartit amb Glaucó, encarregada de protegir a Còrcira contra Corint. Després va ser nomenat ambaixador a Tessàlia, Macedònia, Molòssia, Tespròcia, Itàlia i Sicília, encara que el van atacar amb freqüència per les seves opinions polítiques.
L'any 415 aC va ser un dels que va acusar Alcibíades de profanar els misteris i mutilar a Hermes en l'escàndol conegut com a Hermocòpides. Després es va sospitar d'ell mateix ja que la figura d'Hermes al costat de casa seva era una de les poques que no havia estat mutilada. Va ser detingut però més tard alliberat contra la promesa de denunciar als autèntics perpetradors del crim; Andòcides va donar quatre noms, tots els quals van ser executats a l'acte. Ell mateix no va poder justificar els seus actes i el van privar dels seus drets com a ciutadà i va haver de marxar d'Atenes.
Va viatjar per diferents llocs de Grècia i es va associar en empreses comercials amb diverses persones importants, no sempre lícites. El 411 aC es va establir el govern oligàrquic dels Quatre-cents a Atenes i Andòcides va tornar però quan va arribar va ser detingut per ordre del nou cap Pisandre d'Acarnes i es va escapar per poc de l'execució al refugiar-se a l'altar que hi havia a la sala del judici. Poc després va ser posat en llibertat o potser es va escapar de la presó i va sortir a l'exili per segon cop.
Va anar a Xipre on va ser ben rebut pel rei Evàgores de Salamina, amb el que havia comerciat. Però finalment Evàgores el va fer empresonar per causes que no es coneixen, però es va escapar altra vegada.
Al restablir-se la democràcia a Atenes hi va tornar altre cop i per mitjans de suborns va aconseguir ser admès a l'assemblea del poble però aquesta el va expulsar de la ciutat tot i el seu discurs "Del retorn" (περὶ τῆς ἑαυτοῦ καθόδου) en el que demanava permís per romandre a Atenes. En aquest tercer exili se'n va anar a l'Èlide i la seva casa a Atenes la va ocupar Cleòfon, un fabricant de lires que havia esdevingut cap del partit democràtic.
Andòcides va restar a l'exili fins al 403 aC quan Trasibul va proclamar una amnistia general. Va retornar passant per Xipre on també havia recuperat l'amistat dels prínceps locals. Una vegada a Atenes va recuperar la seva posició ràpidament, fins a arribar a formar part de l'assemblea i del senat. Una acusació que va fer contra Arkhippos o Aristippos (als 10 dies d'arribar) la va retirar a canvi d'una quantitat de diners. A l'assemblea popular com al senat va gaudir de notable influència. Va ser enviat als jocs ístmics i als olímpics i també va rebre l'encàrrec de guardar el tresor sagrat.
Però aviat els seus enemics es van unir contra ell. El 400 aC Càl·lies III, amb el suport de Cefísios, Agírrios, Meletos, i Epícares, van demanar que es privés Andòcides d'assistir a l'assemblea, i a més, Càl·lies el va acusar de profanar els misteris d'Eleusis. Andòcides es va defensar amb un discurs "Dels misteris" (περὶ τῶν μυστηρίων), i el van declarar innocent.
Va gaudir de sis anys més de tranquil·litat ocupant càrrecs rellevants de la república fins al 394 aC quan va anar com a ambaixador a Esparta per negociar la pau a la que havia portat la victòria de Conó a Cnidos. Al seu retorn el van acusar de conducta il·legal durant la seva ambaixada. El seu discurs "Sobre la pau amb Lacedemònia" (περὶ τῆς πρὸς Λακεδαιμονίονς εἰρήνης), que es conserva, va ser la seva defensa (393 aC) però ara el van trobar culpable i va ser enviat a l'exili per quarta vegada.
Ja no va tornar i va morir poc després aproximadament al 390 aC. Es creu que no tenia fills però Aristòfanes menciona un Antifont fill d'Andòcides. La gran fortuna que havia heretat del seu pare i que va fer créixer amb els seus negocis, gairebé havia desaparegut a la seva mort.
Els seus discursos s'emmarquen dins l'escola sòbria atenenca, però cauen sovint en la monotonia i la repetició. Les seves obres no van ser gaire apreciades pels seus contemporanis, i no se'l menciona, encara que Valeri o Eli Teó va escriure uns comentaris sobre ell, segons diu Suides. No va formar part de cap de les escoles de sofistes de l'època i probablement va desenvolupar el seu talent a l'es assemblees populars, i per això Plutarc diu que els seus discursos no tenien cap ornamentació. La millor de les seves obres és Dels misteris, segons els crítics, però per conèixer la història del seu temps totes tenen importància.